# Dronningens Enghave
Dronningens Enghave var en kongelig have placeret lige uden for Vesterport i København, cirka hvor Tivoli  og Københavns Hovedbanegård ligger i dag.